# Antonio de Nebrija

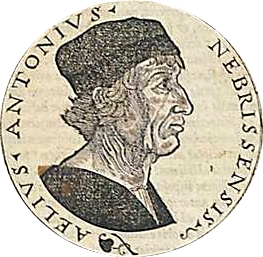
Podobizna Antonia de Nebriji

Antonio Martínez de Cala y Jarava (ur. 1441 w Lebrija, zm. 5 lipca 1522 w Alcalá de Henares), bardziej znany jako Antonio de Nebrija – hiszpański humanista, zajmujący się głównie historią oraz badaniem języka hiszpańskiego. W 1492 r. stworzył pierwszą gramatykę języka hiszpańskiego – Gramática de la lengua castellana, a w 1494 r. – pierwszy słownik języka łacińskiego i języka hiszpańskiego. Był również historykiem, nauczycielem, gramatykiem oraz zajmował się astronomią. Jego imieniem nazwano jeden z czołowych uniwersytetów w środkowej Hiszpanii. Był czołowym przedstawicielem tradycji preskryptywizmu na gruncie hiszpańskim.